# Giovanni Battista Barni
Giovanni Battista Barni (ur. 28 października 1676 w Lodi, zm. 24 stycznia 1754 w Ferrarze) – włoski kardynał.

## Życiorys
Urodził się 28 października 1676 roku w Lodi, jako syn Antonia i Giolandy Barni. Studiował na Uniwersytecie Pawijskim, gdzie uzyskał doktorat utroque iure. Następnie został referendarzem Trybunału Obojga Sygnatur i relatorem Świętej Konsulty. 14 stycznia 1731 roku przyjął święcenia kapłańskie. Osiem dni później został tytularnym arcybiskupem Osroene, a w tym samym roku przyjął sakrę. W latach 1731–1739 był nuncjuszem w Szwajcarii, a w okresie 1739–1743 – w Hiszpanii. 9 września 1743 roku został kreowany kardynałem prezbiterem i otrzymał kościół tytularny San Tommaso in Parione. Od 1750 roku był legatem w Ferrarze i pełnił tę funkcję do śmierci, która nastąpiła 24 stycznia 1754 roku tamże.